# Circaetus fasciolatus
L'aquila serpentaria fasciata (Circaetus fasciolatus Kaup, 1847) è un uccello rapace della famiglia degli Accipitridi.

## Descrizione
È un rapace di taglia medio-grande, che può raggiungere lunghezze di 54–60 cm, con una apertura alare di 119–128 cm.

## Biologia
Preda prevalentemente sauri e piccoli serpenti, ma anche piccoli roditori, rane, uccelli e all'occorrenza artropodi.

## Distribuzione e habitat
Circaetus fasciolatus è diffuso lungo le aree costiere dell'Africa orientale, dalla Somalia meridionale, attraverso il Kenya e la Tanzania, sino al Mozambico, lo Zimbabwe sud-orientale e il Sudafrica nord-orientale.

## Conservazione
La IUCN Red List classifica Circaetus fasciolatus come specie prossima alla minaccia di estinzione (Near Threatened).